# علي بدل (حومة بيجار)
علي بدل (بالفارسية: علی بدل) هي قرية تقع في إيران في حومة. يقدر عدد سكانها بـ 19 نسمة .